# Papillibacter cinnamivorans
Il  Papillibacter cinnamivorans  è una specie di batterio appartenente alla famiglia delle Acidaminococcaceae.